# Виттернайм
Виттернайм (фр. Witternheim) — коммуна на северо-востоке Франции в регионе Гранд-Эст (бывший Эльзас — Шампань — Арденны — Лотарингия), департамент Нижний Рейн, округ Селеста-Эрстен, кантон Эрстен. До марта 2015 года коммуна административно входила в состав упразднённого кантона Бенфельд (округ Селеста-Эрстен).
Площадь коммуны — 4,99 км², население — 498 человек (2006) с тенденцией к стабилизации: 511 человек (2013), плотность населения — 102,4 чел/км².

## Население
Население коммуны в 2011 году составляло 518 человек, в 2012 году — 517 человек, а в 2013-м — 511 человек.
| 1962 | 1968 | 1975 | 1982 | 1990 | 1999 | 2006 | 2008 | 2011 | 2012 | 2013 |
| ---- | ---- | ---- | ---- | ---- | ---- | ---- | ---- | ---- | ---- | ---- |
| 340  | 316  | 274  | 353  | 386  | 382  | 498  | 519  | 518  | 517  | 511  |

Динамика населения:

## Экономика
В 2010 году из 344 человек трудоспособного возраста (от 15 до 64 лет) 264 были экономически активными, 80 — неактивными (показатель активности 76,7 %, в 1999 году — 80,1 %). Из 264 активных трудоспособных жителей работали 244 человека (130 мужчин и 114 женщин), 20 числились безработными (5 мужчин и 15 женщин). Среди 80 трудоспособных неактивных граждан 19 были учениками либо студентами, 43 — пенсионерами, а ещё 18 — были неактивны в силу других причин.

## Достопримечательности (фотогалерея)
- Церковь святого Себастьяна
- Распятие в центре коммуны